# Spermophorides selvagensis
Spermophorides selvagensis là một loài nhện trong họ Pholcidae. Loài này có ở quần đảo Selvagens.